# Santa Coloma de Siurana
Santa Coloma de Siurana és una església romànica del municipi de Siurana (Alt Empordà) inclosa en l'Inventari del Patrimoni Arquitectònic de Catalunya.

## Descripció
L'església de Sta. Coloma es troba al punt més alt del municipi. Per davant de l'església passen les diferents carreteres que arriben al poble des dels diferents punts de la comarca. És un edifici d'una nau i amb capçalera carrada. Té com a particularitat que està encarada al nord, i no a llevant, com és la norma. A la façana hi ha la portalada, que és rectangular. A la seva llinda s'hi pot veure una inscripció, 1778, i una creu en baix relleu. Sobre d'ella hi ha un arc de descàrrega i més amunt un petit rosetó sobre el qual hi ha un rellotge de sol. Al costat de la porta hi ha una làpida encastada a la paret de l'any 1330. El campanar, de planta rectangular, s'aixeca al costat occidental de la façana. Té dos pisos amb arc de mig punt el superior dels quals, és modern. Els murs laterals de la nau no tenen obertures, tampoc no n'hi ha cap a la capçalera. El ràfec de la teulada està decorat amb triangles vermells sobre fons blanc.
A l'interior, la volta és de llunetes. Hi ha una motllura de guix i obra a manera de cornisa. A cada costat de la nau s'obren tres capelles laterals. A terra, a tocar la porta d'entrada, s'hi pot veure un fragment de làpida sepulcral amb un escut en relleu i part d'una inscripció amb lletres gòtiques molt grans.
A l'angle nord-oest de l'església, hi ha encastada i partida per la meitat, la llinda decorada de l'antiga porta romànica. Ambdós fragments, formen part de la cantonada. Un conserva una creu grega de braços trapezials, en baix relleu, inscrita en un cercle. En la intersecció dels braços, s'hi representa una altra més petita. A l'altre tros de la llinda hi ha un petit fragment de la creu anteriorment esmentada i una altra de sencera, que seria igual que els anteriors si no hi manqués la petita creu central.

## Història
El temple de Santa Coloma és un edifici del segle xviii, segons consta a la llinda de la porta d'accés (1778). Va ser bastit en substitució d'un temple anterior, d'època romànica, del qual s'aprofitaren alguns elements per a la nova construcció, L'església de Santa Coloma està documentada des del segle xviii.
L'antic temple de Santa Coloma de Siurana era un edifici romànic, segurament dels segles XII-XIII. Les primeres notícies documentals sobre aquesta església daten del 1231, quan el comte Ponç Hug III d'Empúries va vendre a l'abat Ramon de Santa Maria de Roses alguns masos i bordes de la parròquia.